# Комик (фильм)
Ко́мик (англ. The Comedian) — фильм режиссёра Тейлора Хэкфорда.
Мировая премьера состоялась в Американском институте киноискусства 11 ноября 2016 года. 9 декабря 2016 года фильм был выпущен в прокат компанией Sony Pictures Classics. Первые отзывы критиков были негативными.

## Сюжет
Джеки (Роберт Де Ниро) — главный герой, пытающийся открыть себя с новой стороны, несмотря на свою аудиторию, привыкшую и желающую видеть его лишь как телевизионного персонажа, которого он сыграл в начале своей карьеры.
Он посещает комедийные кружки, ностальгируя о вечерах в Губернаторском Камеди Клаб в Левиттауне, Нью-Йорке, которые устраивал Джимми Уокер. Однако Джеки приговорен к 30 дням в тюрьме. Во время назначенных 100 часов общественных работ он встречает Гармонию Шильтц (Лесли Манн), которая также исполняла назначенные ей общественные работы.

## В ролях
- Роберт Де Ниро — Джеки Берк
- Лесли Манн — Гармония Шильтц
- Дэнни де Вито — Джимми Беркофиц, младший брат Джеки
- Эди Фалко — Миллер
- Вероника Феррес — Каролл
- Чарлз Гродин — Дик Д’Анджело
- Клорис Личмен — может Коннер
- Пэтти Люпон — Флоренция Берковиц
- Харви Кейтель — Mac Шильтц

## Съемки
Сначала предполагалось, что режиссёром будет Мартин Скорсезе. Однако, вместо этого, режиссёром стал Майк Ньюэлл, чтобы несколько месяцев спустя его заменил Тейлор Хэкфорд. Предполагалось, что Дженнифер Энистон сыграет Гармонию Шильтц, но позже стало известно о том, что роль сыграет Лесли Манн.
Съемки фильма начались 21 февраля 2016 года в Нью-Йорке и других местах, включая Манхэттен.

## Релиз
В октябре 2016 года Sony Pictures Classics приобрела в США права на распространение фильма. Мировая премьера прошла в Американском институте киноискусства.

## Премьера

### Кассовые сборы
В Северной Америке, Комик был выпущен вместе с фильмами «Звонки» и «Космос между нами», и, согласно прогнозам, соберет около $1–3 млн примерно из 800 кинотеатров в первый уик-энд. Deadline.com отметил малобюджетную церемонию премьеры, негативную критику и отсутствие ажиотажа, что напоминает старт фильма «Золото», выпущенного ранее.

### Критика
Согласно сайту Rotten Tomatoes рейтинг фильма — 25 %, который составлен на основе 93 отзывов, со средней оценкой 4.3/10. На сайте Мetacritic фильм имеет оценку 40 из 100, основанную на 37 отзывах критиков.

### Награды
| Награда                    | Категория                       | Номинант       | Результат |
| -------------------------- | ------------------------------- | -------------- | --------- |
| Голливудский кинофестиваль | Голливудская Комедийная Награда | Роберт Де Ниро | Победа    |